# Lucernario

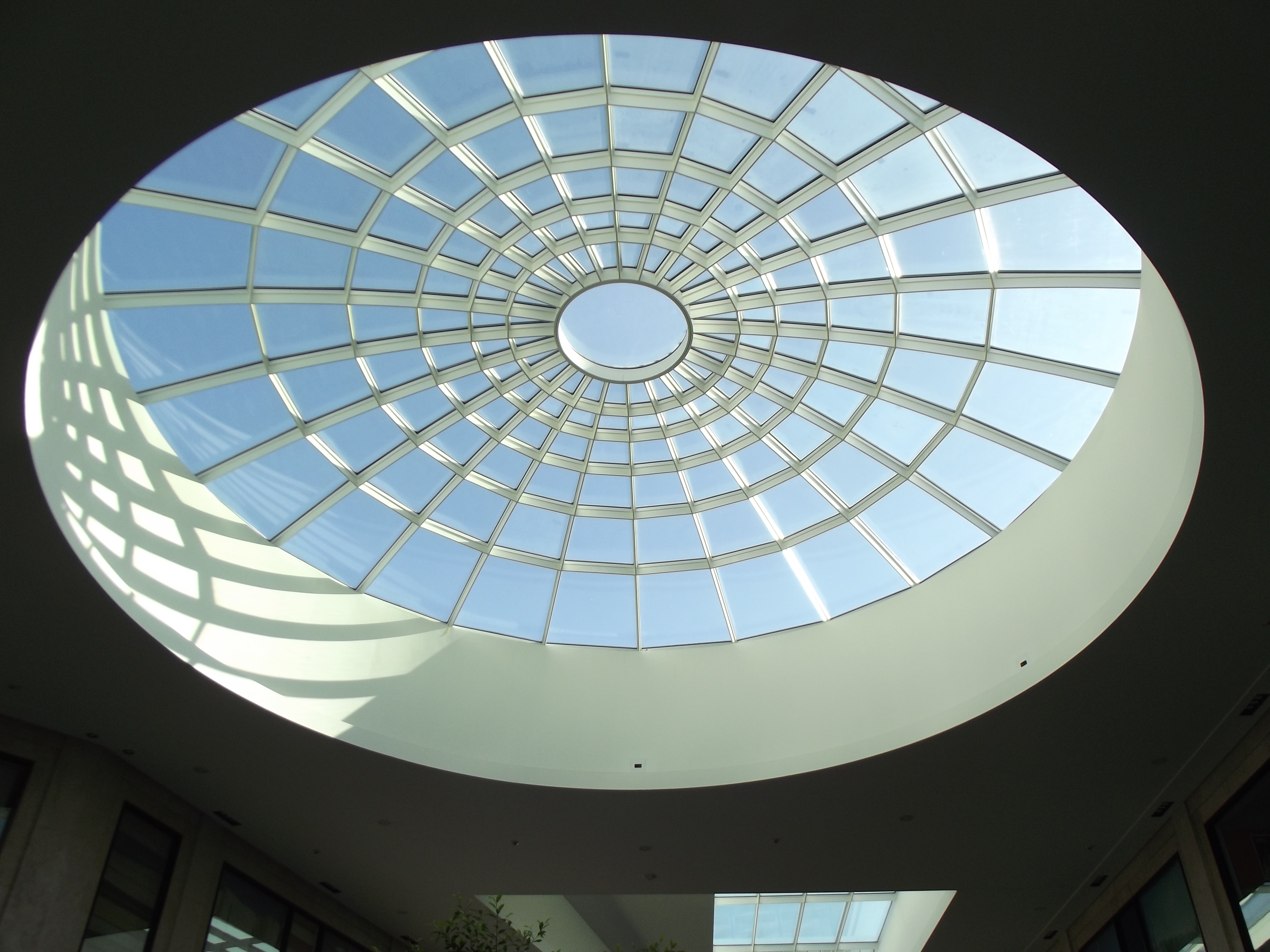
Lucernario moderno

Il lucernario è un'apertura praticata sulla copertura di un edificio per illuminare il sottotetto o comunque gli ambienti sottostanti.
Le aperture di questo tipo, sempre più in uso grazie alle nuove tecnologie, sono spesso protette da infissi specifici anche automatizzati.

## Storia
Primi esempi di lucernario sono da fare risalire all'architettura romana: ne è un esempio l'oculo del Pantheon. I primi lucernari non aperti si ritrovano nella storia industriale durante la rivoluzione industriale e lo sviluppo nella lavorazione del vetro.